# الحروب الإنجليزية الإسكتلندية

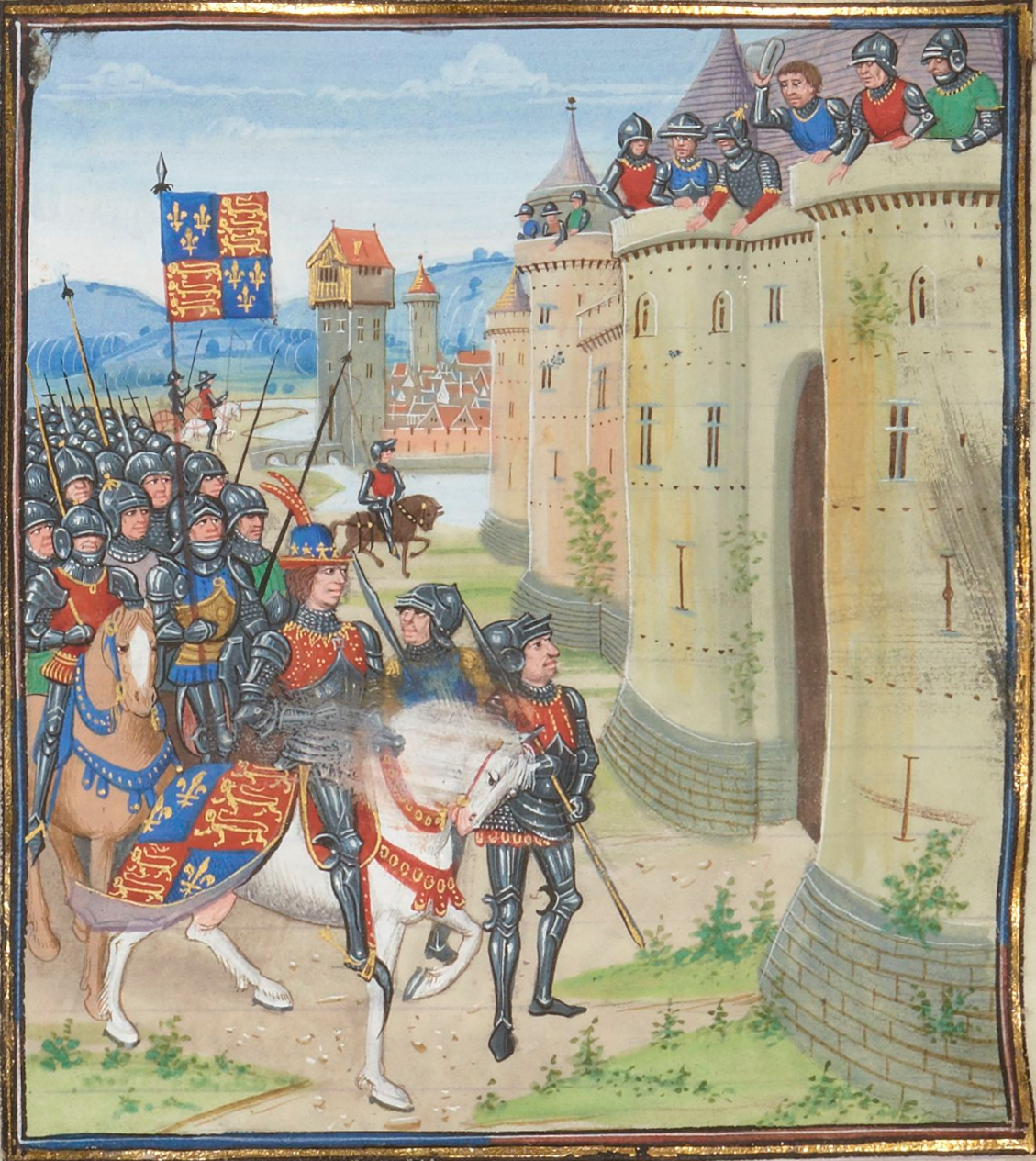

تشمل الحروب الإنجليزية الإسكتلندية أو الحروب الأنجلو-إسكتلندية المعارك التي دارت بين مملكة إنجلترا ومملكة إسكتلندا، بدءًا من حروب الاستقلال في أوائل القرن الرابع عشر، وحتى السنوات الأخيرة من القرن السادس عشر.
بقيت العلاقات بين المملكتين الإسكتلندية والبريطانية غير مستقرّة، على الرغم من أن انتهاء حروب الاستقلال الإسكتلندية بتوقيع معاهدتين في عام 1328 و1357 على التوالي، قاومت إسكتلندا خلال تلك الحروب مرتين محاولات غزو المملكة البريطانية، التي حكمتها أسرة بلانتاجانت آنذاك. استمرت غزوات الملوك الإنجليز على إسكتلندا في عهد ريتشارد الثاني وهنري الرابع، وبقي الصراع غير الرسمي عبر الحدود موجودًا. احتدم الصراع في الأماكن المتبقية تحت الاحتلال الإنجليزي على الحدود كقلعة روكسبيرغ، وميناء بيرويك أبون تويد مثلًا. فرض الإسكتلنديون سيطرتهم على روكسبيرغ من جديد في عام 1460 تحت قيادة ماري من خيلدرز، التي بقت وصية على العرش الإسكتلندي بعد وفاة زوجها جيمس الثاني في نفس الحملة. كان وضع ميناء بيرويك مماثلًا، إذ تنازعت المملكتان على ملكيته، وحاولت كل منهما الاستفادة من ضعف أو عدم استقرار الخصم لتعيد بسط سيطرتها على الميناء، انتهى الصراع أخيرًا باستيلاء الإنجليز على الميناء الإسكتلندي بقيادة ريتشارد دوق غلوستر في عام 1482.
ربما كان انشغال إنجلترا بالحرب الأهلية خلال حروب الوردتين عنصرًا مهمًا في فترة الانتعاش النسبي لجارتها الشمالية خلال القرن الخامس عشر، وبحلول العقد الأول من القرن السادس عشر، تقدّم كل من جيمس الرابع ملك إسكتلندا وهنري السابع ملك إنكلترا بمبادرات من أجل سلام دائم. فشلت تلك المحاولات بعد وصول هنري الثامن إلى العرش الإنجليزي، وتوغل جيمس الرابع الكارثي في نورثمبريا في عام 1513، ما أدّى في النهاية إلى معركة فلودن. بعد ثلاثة عقود، وبعد وفاة جيمس الخامس في عام 1542، هاجمت الجيوش الإنجليزية إسكتلندا تحت قيادة إيرل هيرتفورد، ما تسبّب بدمار كبير ونهب كبير في إسكتلندا، عُرَف هذا التوغّل بالتودّد العنيف أو «راف ووينغ». كانت معركة بينكي آخر معركة ضارية بين إسكتلندا وإنجلترا كدولتين مستقلتين في سبتمبر من عام 1547، ولكن استمرت بعدها فترات من القتال والصراع.
لعبت فرنسا أيضًا دورًا رئيسيًا طوال فترة الحروب الأنجلو-إسكتلندية. حارب الجنود الإسكتلنديون والإنجليز على الأراضي الفرنسية خلال حرب المائة عام (1337–1453) على جبهتين متضادتين، إذ وقف الإسكتلنديون مع الفرنسيين (تحالف أولد) ضد الإنجليز. تدخلت فرنسا في فترات لاحقة على الأراضي الإسكتلندية لصالحهم. خلّف التدخّل الفرنسي عواقب سياسية معقدة بشكل متزايد على جميع الأطراف بحلول أواخر القرن السادس عشر.
يمكن القول رسميًا أن الحروب الأنجلو-إسكتلندية انتهت عند اتحاد التيجان في عام 1603، إذ دخلت إنجلترا وإسكتلندا في اتحاد شخصي تحت حكم جيمس السادس والأول، الذي ورث كلا التاجين. إلّا أن الصراع الدموي بين الدولتين عاد إلى الظهور بمظهر مختلف وأكثر تعقيدًا في القرن السابع عشر.

## حروب الحدود
دارت العديد من النزاعات على الحدود الإنجليزية الإسكتلندية خلال منتصف القرن الخامس عشر، وأبرزها معركة سارك في عام 1448. كانت هذه المعارك نتيجة الحملات العسكرية المستمرة لإنجلترا في فرنسا ومحاولة إسكتلندا دعم آل فالوا.

## حملة فلودن
أعلنت إنجلترا تحت حكم هنري الثامن الحرب على فرنسا في عام 1512 (كجزء من الصراع الأكبر المعروف باسم حرب عصبة كامبراي). غزا جيمس الرابع ملك إسكتلندا إنجلترا وفاءً لتحالفه مع فرنسا، على الرغم من أنه متزوج من مارغرت أخت هنري. غزا جيمس إنكلترا في عام 1513، بعد فشل الغارات الأولية على الحدود. وسرعان ما أسقطت مدفعيته القلاع الإنجليزية مثل نورهام، ووارك. ومع ذلك أصدر جيمس تحديًا رسميًا للجيش الإنجليزي لخوض معركة ميدانية مفتوحة بقيادة إيرل ساري، وحصّن موقعه. حاول جيش ساري مناورة الجيش الإسكتلندي، الذي شن هجومًا لفتح الطريق شمالًا إلى إسكتلندا. وبالنتيجة قُتِل جيمس الرابع في معركة فلودن الكارثية، إلى جانب العديد من النبلاء أو «زهور الغابة».

## 1514-1523
كان جيمس الخامس ملك إسكتلندا رضيعًا يبلغ من العمر عامًا واحدًا عند وفاة والده. تنافست فصائل مختلفة من النبلاء الإسكتلنديين على السلطة وحضانة الملك الصغير. في حين شجع هنري الثامن سرًا بعضًا منهم، سعت الجيوش الإنجليزية، وبعض عائلات الإنجليز، والبوردر ريفرز الإسكتلنديون غزو ونهب جنوب غرب إسكتلندا، لممارسة الضغط على السلطات الإسكتلندية.
استقرت العلاقات بين إنجلترا وإسكتلندا في النهاية بعد سيطرة إيرل أنغوس. (كان خطر انتشار الاضطرابات التي آثارها هنري في إسكتلندا جنوبًا عبر الحدود أحد أسباب استقرار وتهدئة العلاقات).

## حملة سولواي موس
عندما بلغ جيمس الخامس سن الرشد وتولى زمام الأمور، أطاح بأنغوس وجدد التحالف الإسكتلندي الفرنسي (تحالف أولد). تزوج جيمس مادلين من فالوا ابنة فرانسيس الأول، وعندما توفيت بعد بضعة أشهر جراء إصابتها بمرض السل، تزوج ماري من غيس. ازداد التوتر بين إنجلترا وإسكتلندا مرة أخرى. ذلك أن هنري قطع علاقته بالكنيسة الكاثوليكية الرومانية، وبدأ في حل الأديرة وتصفيتها، في حين احتفظ جيمس بعلاقته مع روما، وأعطى السلطة لأساقفة أقوياء مثل الكاردينال ديفيد بيتون.
اندلعت الحرب في عام 1541، وشهدت الحدود هذه المرة أيضًا مناوشات تمهيدية، ثمّ أرسل جيمس جيشًا كبيرًا إلى إنجلترا، كانت قيادته ضعيفة ومنقسمة، وهُزِم في معركة سولواي موس.

## التودّد العنيف (راف ووينغ)
مات جيمس بعد الهزيمة بوقت قصير، وخلفته الملكة ماري، التي كانت رضيعة عند وفاة والدها. حاول هنري الضغط على إسكتلندا المنقسمة للتحالف مع إنجلترا، والموافقة على زواج ماري من ابنه إدوارد، ولكنّ عندما سيطر الكاردينال بيتون على حكومة إسكتلندا وجدد التحالف مع فرنسا، أُحبِط هنري ورد في عام 1544 من خلال إرسال جيش تحت قيادة عم إدواردد إيرل هيرتفورد، لممارسة أعمال التدمير والذبح بشكل منهجي في جميع أنحاء جنوب إسكتلندا، كوسيلة ليكسب ودّهم. استمرت الحملة في العام التالي، وفازت بعض الفصائل الإسكتلندية في معركة أنكروم مور، التي أوقفت مؤقتًا الهجمات الإنجليزية.
توفي هنري عام 1547. جدد هيرتفورد-الذي أصبح بحلول ذلك الوقت حامي ودوق سومرست- محاولته لعقد التحالف، وفرض كنيسة أنجليكانية في إسكتلندا. حقق هيرتفورد انتصارًا عظيمًا في معركة بينكي كلوغ، ولكنّ ماري هُرّبَت إلى فرنسا وخُطبَت لدوفين فرانسيس. استمر القتال لعدة سنوات أخرى، وساعدت القوات الفرنسية حلفاءها الإسكتلنديين. لم يستطيع نظام سومرست تحمل تكاليف الحرب دون سلام دائم، وأطيح به وأعدم في النهاية.

## الإصلاح في إسكتلندا
كانت بينكي كلوغ آخر معركة ضارية بين إنجلترا وإسكتلندا قبل اتحاد التاجَين في عام 1603. قُتل بيتون في عام 1546، وخضعت إسكتلندا في غضون بضع سنوات لإصلاح ديني كبير، بشكل سلمي ومن دون تهديد بإصلاح مضاد على عكس معظم الدول الأوروبية، على الرغم من أن إنجلترا المجاورة كانت ستخضع لعملية إصلاح مضادة في عهد الملكة ماري الأولى. استعادت العلاقات بين الدولتين استقرارها مع وصول الملكة إليزابيث الأولى لحكم إنجلترا.
بقيت إسكتلندا منقسمة، إذ احتل الفصيل الكاثوليكي بقيادة ماري من غيس ليث وإدنبره. ضمنت إليزابيث انتصار الفصيل البروتستانتي باستخدام أسطولها لمحاصرة الكاثوليك، ومنع وصول المساعدات الفرنسية إليهم.
في الجزء الأخير من القرن السادس عشر، كان السلام بين الدولتين مضمونًا، من خلال احتمال أن يصبح ملك إسكتلندا جيمس السادس، الذي نشأ كبروتستانتي، وهو ابن ماري ملكة إسكتلندا، ملكًا لإنجلترا عند وفاة إليزابيث. كانت هناك مشاكل دائمة مع ريفر الحدود، لكن إليزابيث كانت تميل إلى التسامح مع أعمال النهب التي قاموا بها، بدلًا من إثارة خلاف مع جارتها البروتستانتية.